# Attilio Nostro

Bischofswappen von Attilio Nostro

Attilio Nostro (* 6. August 1966 in Palmi, Reggio Calabria, Italien) ist ein italienischer römisch-katholischer Geistlicher und Bischof von Mileto-Nicotera-Tropea.

## Leben
Attilio Nostro trat in das Päpstliche Römische Priesterseminar ein und absolvierte seine philosophischen und theologischen Studien an der Päpstlichen Universität Gregoriana. Am 2. Mai 1993 empfing er durch Papst Johannes Paul II. im Petersdom das Sakrament der Priesterweihe für das Bistum Rom.
Neben verschiedenen Aufgaben in der Pfarrseelsorge erwarb er an der Lateranuniversität das Lizenziat in Ehe- und Familienstudien. Ab 2011 war er für vier Jahre Präfekt der 19. Präfektur des Bistums Rom. Seit 2014 war er Pfarrer der Pfarrei San Mattia im Quartier Monte Sacro Alto sowie Religionslehrer am wissenschaftlichen Gymnasium in Nomentano.
Papst Franziskus ernannte ihn am 19. August 2021 zum Bischof von Mileto-Nicotera-Tropea. Kardinalvikar Angelo De Donatis spendete ihm am 25. September desselben Jahres in der Lateranbasilika die Bischofsweihe. Mitkonsekratoren waren der Erzbischof von Reggio Calabria-Bova, Fortunato Morrone, und der Erzbischof von Camerino-San Severino Marche, Francesco Massara. Die Amtseinführung im Bistum Mileto-Nicotera-Tropea fand am 2. Oktober 2021 statt.